# Радован Мишич
Радован Мишич (на сръбски: Радован Мишић или Radovan Mišić) е сръбски военен и революционер.

## Биография
Радован Мишич е роден в семейството на офицера Живоин Мишич на 13/25 септември 1887 година в Белград, Сърбия. Негови брята са военният Александър Мишич и общественикът Войслав Мишич. Основно образование получава в Белград, както и първите пет гимназиални класа.
В шести клас бяга от училище и заминава за Враня, където се включва в местния революционен комитет, който изпраща чети в Македония. Баща му обаче разбира къде е синът му и чрез окръжния началник успява да го върне. Заради бягството си е изключен от гимназията, но баща му чрез приятелски връзки го връща в училище. Радован бяга отново, но пак е заловен и този път завинаги е изключен от училище. При третото си заминаване на юг Радован успява да премине границата на Османската империя и влиза в четата на Кръсто Ковачев. С нея участва в сражението с османски части при село Байловце.
След месец се връща в Белград. В 1909 година завършва частната търговска академия и започва да учи във Военната академия. При обявяването на обща мобилизация през септември 1912 година резервният подпоручик Радован Мишич е зачислен в елитната конна дивизия. С нея е един от първите, който влиза в Лерин на 7 ноември 1912 година. Участва и в Междусюзническата война. Награден е първо със сребърен, а след това със златен медал „Милиш Обилич“ за храброст. При избухването на Първата светова война Радован прекъсва образованието си и служи в Трети конен полк под командването на подполковник Никола Цолович. С него воюва и брат му Александър. Участват в голямата Колубарска битка и в отстъплението към Корфу, а след това се сражава на Солунския фронт.
След края на войната се установява в Сокол баня и се жени за белгийката Ирма. Започва да работи в Народната банка и преподава във Военната академия.
Участва във Втората световна война. Пленен е във Фоча от немците и е изпратен в лагер. Умира на 26 юли 1945 година в Нюрнберг.